# 石滩镇 (重庆市)
石滩镇，是中华人民共和国重庆市巴南區下辖的一个乡镇级行政单位。

## 行政区划
石滩镇下辖以下地区：
石滩河社区、天台村、万能村、方斗村和双寨村。